# STS-102
إس تي إس-102 (بالإنجليزية: STS-102)‏ الرحلة الثالثة بعد المائة ضمن برنامج مكوك الفضاء لوكالة ناسا، والرحلة التاسعة والعشرون على متن مكوك الفضاء ديسكفري، انطلقت الرحلة في 8 مارس 2001 من مركز كينيدي للفضاء ، وهبطت بتاريخ 21 مارس في مركز كنيدي أيضاً، بعد ثلاثة عشر يوماً مكثتها الرحلة في الفضاء، توجهت البعثة إلى محطة الفضاء الدولية وقامت بنقل عدد من الامدادات والتجهيزات للمحطة، بلغ عدد الرواد المشاركين في الرحلة سبعة رواد من بينهم رائد فضاء روسي.